# Mount Beney
Mount Beney ist mit 1000 m der höchste der La-Grange-Nunatakker im nördlichen Teil der Shackleton Range im ostantarktischen Coatsland.
Grob kartiert wurde er 1957 im Zuge der Commonwealth Trans-Antarctic Expedition (1955–1958). Luftaufnahmen fertigte 1967 die United States Navy an. Der British Antarctic Survey nahm zwischen 1968 und 1971 Vermessungen vor. Das UK Antarctic Place-Names Committee benannte den Nunatak nach Sergeant Ivor Christopher Beney (1932–1979) von den Royal Engineers, Mitglied der Mannschaft der Royal Society im Internationalen Geophysikalischen Jahr auf der Shackleton-Station zur Unterstützung der Commonwealth Trans-Antarctic Expedition.